# Служим народу
Слу́жим наро́ду (кит. трад. 為人民服務, упр. 为人民服务, пиньинь wéi rénmín fúwù, палл. вэй жэньминь фуу) — политический лозунг и неофициальный девиз Китайской Народной Республики, впервые появившийся при Мао Цзэдуне. Эта фраза была упомянута впервые в речи Мао Цзэдуна от 8 сентября 1944 года и оказала серьёзное влияние на маоистское крыло Новых левых. Так, она стала девизом Партии Красной гвардии, Партии Чёрных пантер и Жёлтого братства Западного Лос-Анджелеса.

## Происхождение фразы
8 сентября 1944 года Мао Цзэдун выступил с речью «Служить народу» в память о погибшем солдате Народно-освободительной армии Китая по имени Чжан Сыдэ, который погиб под завалами обрушившейся на него печи для обжига. Он процитировал историка династии Хань Сыма Цяня:

Умирает каждый, но смерть одного весомее горы Тайшань, смерть другого легковеснее лебяжьего пуха.
Оригинальный текст (кит.)人固有一死，或重于泰山，或轻于鸿毛。

После этого Мао продолжил:

Смерть за интересы народа весомее горы Тайшань; смерть за интересы фашистов, за интересы угнетателей и эксплуататоров народа легковеснее лебяжьего пуха. Товарищ Чжан Сы-дэ умер за интересы народа, и его смерть весомее горы Тайшань. Мы служим народу, а потому не боимся, когда другие указывают на наши недостатки и критикуют их.
Оригинальный текст (кит.)为人民利益而死，就比泰山还重；替法西斯卖力，替剥削人民和压迫人民的人去死，就比鸿毛还轻。张思德同志是为人民利益而死的，他的死是比泰山还要重的。因为我们是为人民服务的，所以，我们如果有缺点，就不怕别人批评指出。
— Мао Цзэдун «Служить народу», 8 сентября 1944 года
Концепция службы народу, а также призывы трудиться во благо других и вести «неустанную борьбу» во многом сформировали основные принципы последующей деятельности Коммунистической партии Китая.

## Роль в ходеКультурной революции
Во время Культурной революции эта речь неоднократно читалась и цитировалась. Чжоу Эньлай, глава Госсовета КНР, носил значок с надписью «Служим народу» рядом со значком с изображением Мао Цзэдуна.

## Роль в современном обществе

### Церемониальная
Фраза в настоящее время используется не так часто в КНР, как прежде, но играет ключевую роль. Она изображена на каменном экране у «Ворот Нового Китая» (кит. трад. 新華門, упр. 新华门, пиньинь Xīnhuá mén, палл. Синьхуа мен), ведущих в комплекс Чжуннаньхай, в котором располагаются правительственные здания Государственного совета КНР и ЦК КПК. С 1984 года эта фраза звучит на смотре личного состава Народно-освободительной армии Китая, а также считается девизом всех китайских вооружённых сил:

Глава партии и государства: Здравствуйте, товарищи! (кит. упр. 同志们好, пиньинь tóng zhì men hǎo, палл. тун чжи мэнь хао)
Войска: Здравия желаем, товарищ командир [председатель]! (кит. упр. 首长 [主席] 好, пиньинь shǒu zhǎng [zhǔ xí] hǎo, палл. шоу чжан [чжу си] хао)
Глава партии и государства: Вы хорошо поработали, товарищи. (кит. упр. 同志们辛苦了, пиньинь тун чжи мэнь синь ку лэ)
Войска: Служим народу! (кит. упр. 为人民服务, пиньинь wèi rén mín fú wù, палл. вэй жэньминь фуу)

Также по координатам 42°32′33″ с. ш. 94°19′36″ в. д. на северо-востоке Синьцзяна можно найти иероглифическую надпись «Служим народу».

### За пределами Китая
Рабочая коммунистическая партия Норвегии, выпускающая газеты «akp.no» и «Klassekampen» и журнал «Rødt!», в прошлом выпускала собственный журнал под названием «Tjen Folket» (сокращённо TF), что в переводе означало «Служим народу» — заимствованный у КНР лозунг. Под этой же аббревиатурой TF выходила страничка юмора в официальной газете партии «Klassekampen», что расшифровывалось как «Tidens fylde» (норв. Полнота времени). С 2008 года в Норвегии действует организация с названием «Tjen Folket».

### В культуре
- В 2007 году актриса Камерон Диас во время путешествия по Перу была замечена с сумкой, на которой было написано на китайском «Служим народу». Перуанцы выразили возмущение, поскольку посчитали, что она выступила в поддержку подпольной маоистской организации «Сендеро Луминосо». Актриса вынуждена была извиниться в связи с возникшим недопониманием[4].
- В 2005 году писатель Янь Лянькэ написал сатирический роман «Служим народу», действие которого разворачивается во время Культурной революции и представляет собой любовную историю жены военного офицера и солдата-крестьянина[5][6]. Роман был запрещён к печати в связи с неприкрытой критикой в адрес Мао Цзэдуна, звучащей в романе.